# Жиган-лимон
«Жиган-лимон» — дебютний студійний альбом російського співака Михайла Круга, випущений у 1994 році лейблом «Союз».

## Опис
Перші записані альбоми Круга «Тверские улицы» (1989), «Катя» (1990—91) і третій без назви, не були випущені офіційно, а були викрадені піратами і розійшлись нелегальним шляхом.
Перший офіційний альбом Михайла Круга було записано 1993 року на тверській студії звукозапису «Ліга», яка розташовувалася в ДК "Хімволокно" і містив не тільки блатні пісні, але також ліричні та іронічні. Альбом неодноразово перевидавався і фактично став вторгненням для Круга в російську музично-поетичну культуру. Перший варіант альбому був випущений на компакт-касетах студії «Союз» у квітні 1994 року. Другий варіант 1995 року — на дисках Master Sound Records. Тоді ж, у 1995 році, до альбому було додано 2 нові пісні «Свєточка» і «Не верю», а на компакт-касетах було виключено пісню «Катя». Восени 2014 року альбом перевидавався також на вініловій платівці, де пісня «Катя» також була відсутня.
Перезаписані для цього альбому із дещо зміненим текстом пісні «Электричка», «Добрая, глупая, давняя» і заглавна «Жиган-лимон» вперше були записані у 1989 році для невиданого альбому «Тверские улицы». Пісні «Светочка», написана у співавторстві з Ігорем Звєрєвим, і «Катя», були раніше записані у 1990 році для однойменного альбому. Пісня «Девочка-пай» була написана автором в 1987 році.
На обкладинці диску Круг зображений зі своїми музикантами Володимиром Овчаровим і баяністом Владом Савосіним.

## Список композицій
1. «Электричка» (Михайло Круг) — 3:08
2. «Девочка-пай» (Михайло Круг) — 4:20
3. «Кольщик» (Михайло Круг) — 4:49
4. «Дороги» (Михайло Круг) — 4:41
5. «Фраер» (Михайло Круг) — 2:58
6. «Добрая, глупая, давняя» (Михайло Круг) — 3:26
7. «Кумовая» (Михайло Круг) — 2:58
8. «Осенний дождь» (Михайло Круг) — 5:41
9. «Не спалила, любимая» (Михайло Круг) — 4:13
10. «Катя» (Михайло Круг) — 3:53
11. «Жиган-лимон» (Михайло Круг) — 2:56
12. «А сечку жрите сами» (Михайло Круг) — 2:52

Бонус-треки перевидання 1995 р.
1. «Светочка» (Ігор Звєрєв, Михайло Круг) — 4:27
2. «День как день» (Михайло Круг) — 2:52

## Учасники запису
- Михайло Круг — вокал
- Влад Савосін — баян
- Валерій Гареєв — гітара
- Віктор Чилімов — скрипка
- Наталія Сисуєва — бек-вокал

Технічний персонал
- Ігор Бобилєв — аранжування, інженер
- Ольга Алісова — дизайн [обкладинка]
- Олександр Крупко — фотографія
- фонограма записана на тверській студії «Ліга»

## Цікаві факти
- За випуск аудіокасет з альбомом «Жиган-лимон» від студії «Союз» Михайло не отримав жодної копійки, але за вихід лазерних дисків з цим же альбомом отримав три тисячі доларів (3000$), хоча багато витратив на запис.
- Над своєю знаменитою композицією «Кольщик» Михайло Круг працював 3 роки. Пісня мала три різні варіанти виконання. Останній, і на думку Круга, як найвдаліший варіант і був записаний на альбом[7][8].
- Автором віршів до пісні «Осенний дождь» є Олександр Сєверов, відомий також як тверський кримінальний авторитет, злодій у законі Саша Сєвєрний (прізвисько "Сєвєр"). Злодій у законі попросив виконавця не згадувати його імені, в результаті автором віршів був записаний сам Круг[9][10].
- Блатні вирази для своїх пісень Михайло Круг брав зі словника НКВС 1924 року для внутрішнього користування[11].
- Пісня «Добрая, глупая, давняя» написана за мотивами лірики Михайла Шуфутинського[12].